# Ansac-sur-Vienne
Ansac-sur-Vienne est une commune du Sud-Ouest de la France, située dans le département de la Charente (région Nouvelle-Aquitaine).

## Géographie

### Localisation et accès
La commune d'Ansac-sur-Vienne est située dans la partie est du département de la Charente, souvent nommée le Confolentais ou encore la Charente limousine.
Elle est située sur la rive gauche de la Vienne, à 3 km au sud de Confolens et 53 km au nord-est d'Angoulême. La D 951, maillon de la route Centre-Europe Atlantique qui dévie maintenant Confolens, traverse toute la commune et passe au nord-ouest du bourg. L'ancienne route renommée D 952 passe toujours au bourg et dessert Confolens.
Ansac est aussi au carrefour de la D 16, route de Montmoreau à Confolens et qui passe par Villebois-Lavalette, Montbron, La Péruse et Manot.
Ansac est aussi à 6 km au nord de Manot, à 14 km de Chabanais, à 17 km de Saint-Claud et à 13 km de Roumazières-Loubert où est la gare la plus proche, desservie par des TER entre Angoulême et Limoges.

### Hameaux et lieux-dits
La commune comprend de nombreux hameaux : Vaine et Ris-Martin sur la route de Manot, le Poirier, les Prats, Maison Neuve, le Mas, Monvallier au sud-ouest, le Mansle, la Vergne, chez Ganet à l'ouest, etc. La Parlie et les Procureurs, au nord, sont les hameaux les plus importants. Il y a aussi de nombreuses fermes.

### Communes limitrophes
Les communes limitrophes sont Alloue, Ambernac, Hiesse, Manot, Saint-Maurice-des-Lions et Confolens.
| Alloue   | Hiesse | Confolens               |
| Ambernac | Ansac  | Saint-Maurice-des-Lions |
|          | Manot  |                         |

### Géologie et relief
Comme toute cette partie nord-est du département de la Charente qu'on appelle la Charente limousine, la commune se trouve sur le plateau du Limousin, partie occidentale du Massif central, composé de roches cristallines et métamorphiques, relique de la chaîne hercynienne.
Le sous-sol de la commune d'Ansac est principalement de la diorite et gneiss pour une grande partie nord-est, granit pour la partie centrale et sud, et arènes argilo-sableuses pour la moitié occidentale, sur les plateaux. La vallée de la Vienne est occupée par des alluvions (argiles, sables, graviers, galets),,.
La commune occupe un plateau vallonné d'une altitude moyenne de 200 m, bordé à l'est par la vallée de la Vienne. Le territoire communal culmine à 231 m d'altitude, sur sa limite ouest ; le point le plus bas est 130 m en bord de Vienne, au nord-est en limite de la commune de Confolens. Le bourg est à environ 145 m d'altitude, au bord de la rivière.

### Hydrographie

#### Réseau hydrographique
La commune est située pour partie dans  le bassin versant de la Charente au sein  du Bassin Adour-Garonne et pour partie dans  la région hydrographique de « la Loire de la Vienne (c) à la Maine (nc) », une partie du Bassin de la Loire, au sein  du Bassin Loire-Bretagne. Elle est drainée par la Vienne, la Tulette, le Mas, le ruisseau de la Faye, le ruisseau de Rouillac et par divers petits cours d'eau, qui constituent un réseau hydrographique de 34 km de longueur totale,.
La Vienne, d'une longueur totale de 363,3 km, prend sa source dans la commune de Volx et se jette  dans la Loire à Saint-Setiers, après avoir traversé 99 communes. Elle longe la commune sur son flanc est, en aval de Manot et en amont de Confolens.
De petits ruisseaux affluents se jettent dans la Vienne. On trouve le ruisseau du Mas au sud, le ruisseau temporaire de Virat, le ruisseau de la Faye au nord du bourg, et celui de la Tulette en limite avec Confolens. Quelques petits étangs et retenues d'eau parsèment la commune.

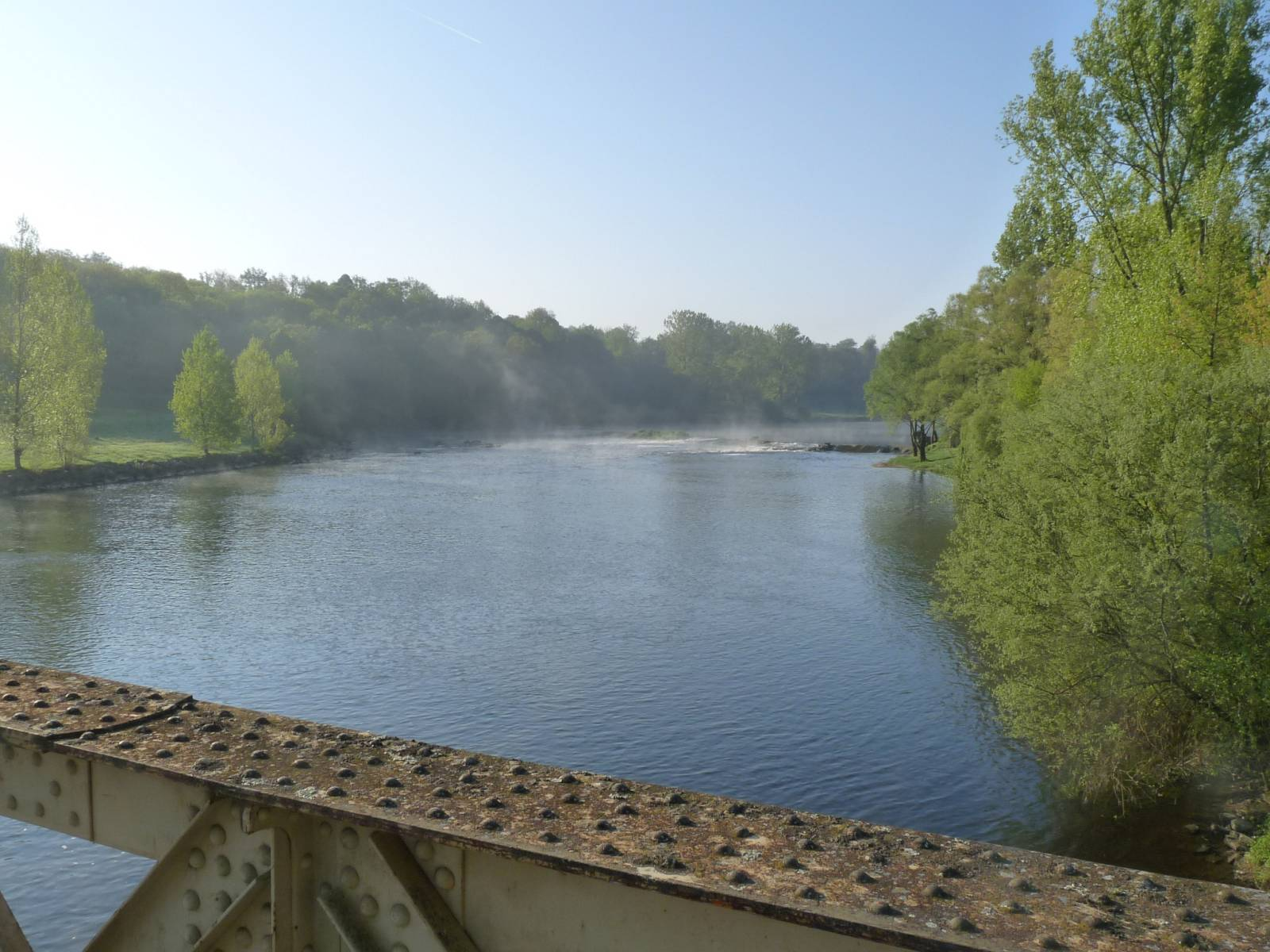
La Vienne.
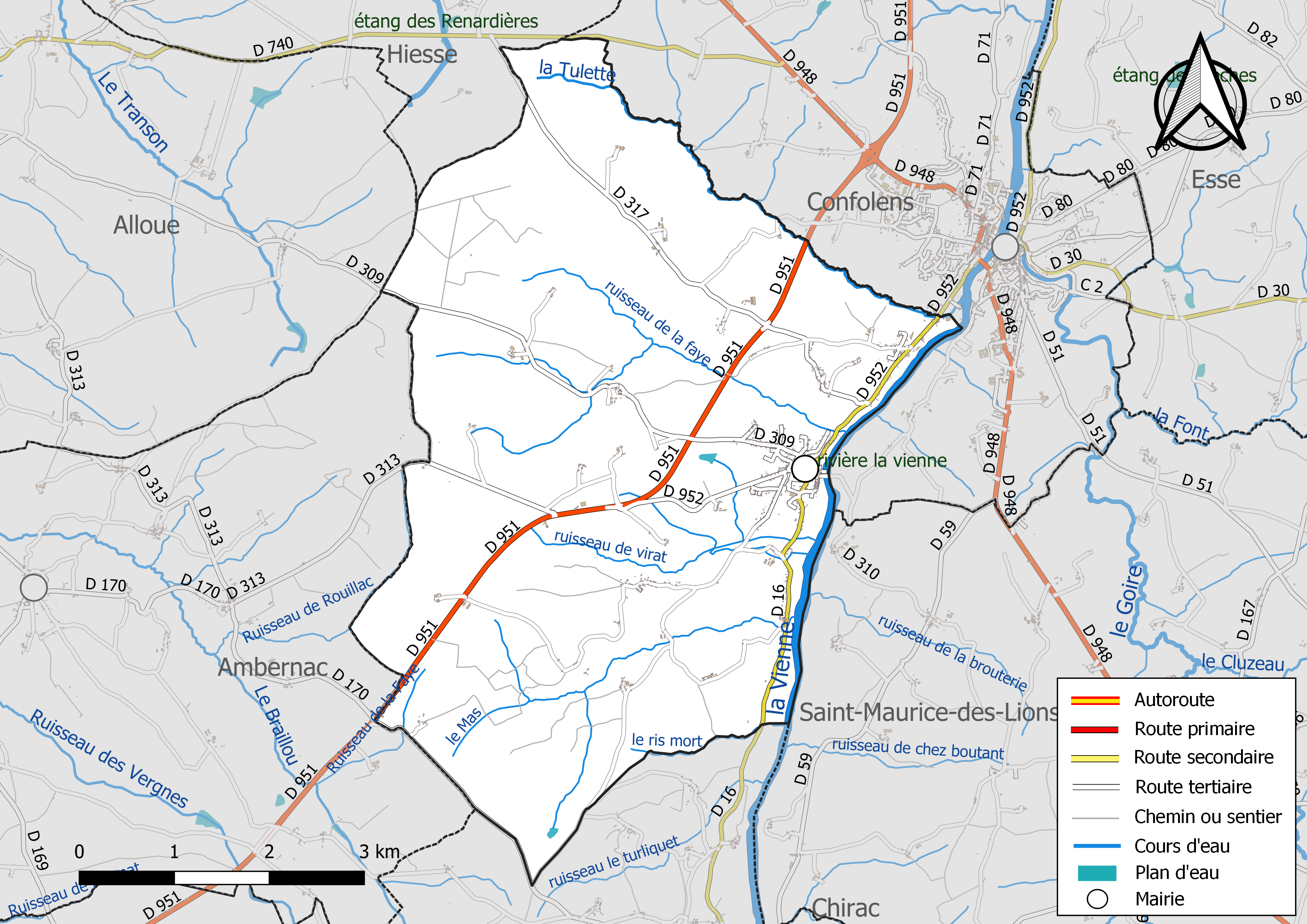
Réseaux hydrographique et routier d'Ansac-sur-Vienne

#### Gestion des cours d'eau
Le territoire communal est couvert par les schémas d'aménagement et de gestion des eaux (SAGE) « Charente » et « Vienne ». Le SAGE « Charente», dont le territoire correspond au bassin de la Charente, d'une superficie de 9 300 km2, a été approuvé le 19 novembre 2019. La structure porteuse de l'élaboration et de la mise en œuvre est l'établissement public territorial de bassin Charente. Ils définissent chacun sur leur territoire les objectifs généraux d’utilisation, de mise en valeur et de protection quantitative et qualitative des ressources en eau superficielle et souterraine, en respect des objectifs de qualité définis dans le troisième SDAGE  du Bassin Adour-Garonne qui couvre la période 2022-2027, approuvé le 10 mars 2022.Le SAGE « Vienne», dont le territoire correspond au bassin du bassin de la Vienne, d'une superficie de 7 060 km2, a été approuvé le 1er juin 2006. La structure porteuse de l'élaboration et de la mise en œuvre est l'établissement public territorial de bassin Vienne. Il est quant à lui une déclinaison du SDAGE  du Bassin Loire-Bretagne qui couvre la période 2022-2027, approuvé le 18 mars 2022.

### Climat
Le climat est océanique dégradé. C'est celui de la Charente limousine, plus humide et plus frais que celui du reste du département.

## Urbanisme

### Typologie
Au 1er janvier 2024, Ansac-sur-Vienne est catégorisée commune rurale à habitat dispersé, selon la nouvelle grille communale de densité à 7 niveaux définie par l'Insee en 2022.
Elle est située hors unité urbaine. Par ailleurs la commune fait partie de l'aire d'attraction de Confolens, dont elle est une commune de la couronne,. Cette aire, qui regroupe 14 communes, est catégorisée dans les aires de moins de 50 000 habitants,.

### Occupation des sols
L'occupation des sols de la commune, telle qu'elle ressort de la base de données européenne d’occupation biophysique des sols Corine Land Cover (CLC), est marquée par l'importance des territoires agricoles (70,6 % en 2018), en diminution par rapport à 1990 (71,6 %). La répartition détaillée en 2018 est la suivante : 
prairies (51,6 %), forêts (24,2 %), terres arables (13,7 %), zones agricoles hétérogènes (5,3 %), zones urbanisées (3 %), eaux continentales (1,2 %), milieux à végétation arbustive et/ou herbacée (1 %). L'évolution de l’occupation des sols de la commune et de ses infrastructures peut être observée sur les différentes représentations cartographiques du territoire : la carte de Cassini (XVIIIe siècle), la carte d'état-major (1820-1866) et les cartes ou photos aériennes de l'IGN pour la période actuelle (1950 à aujourd'hui).

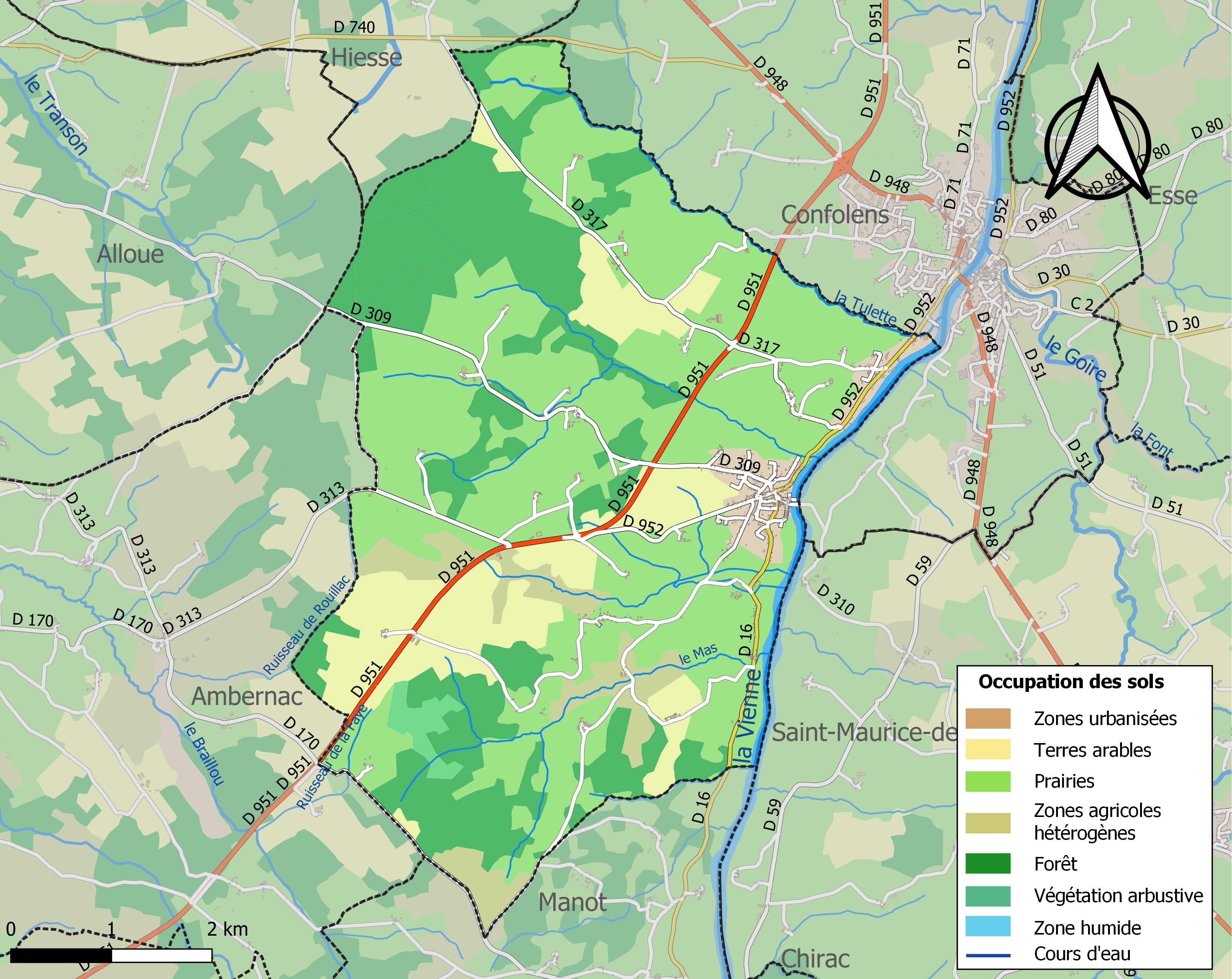
Carte des infrastructures et de l'occupation des sols de la commune en 2018 (CLC).

### Risques majeurs
Le territoire de la commune d'Ansac-sur-Vienne est vulnérable à différents aléas naturels : météorologiques (tempête, orage, neige, grand froid, canicule ou sécheresse), inondations et séisme (sismicité faible). Il est également exposé à deux risques technologiques, le transport de matières dangereuses et la rupture d'un barrage, et à un risque particulier : le risque de radon. Un site publié par le BRGM permet d'évaluer simplement et rapidement les risques d'un bien localisé soit par son adresse soit par le numéro de sa parcelle.

#### Risques naturels
Certaines parties du territoire communal sont susceptibles d’être affectées par le risque d’inondation par débordement de cours d'eau, notamment la Vienne. La commune a été reconnue en état de catastrophe naturelle au titre des dommages causés par les inondations et coulées de boue survenues en 1982, 1983, 1993, 1995, 1999 et 2016,.

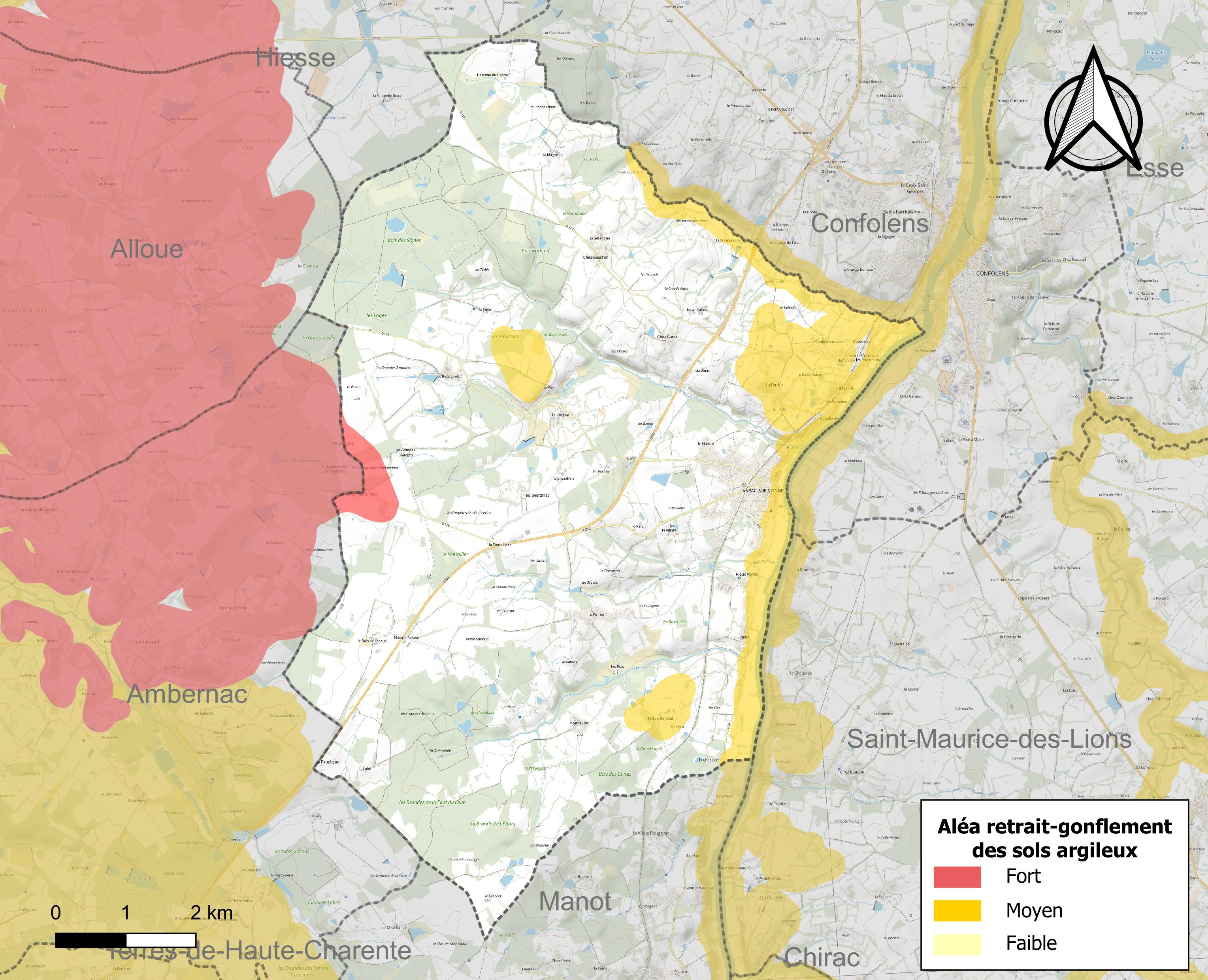
Carte des zones d'aléa retrait-gonflement des sols argileux d'Ansac-sur-Vienne.

Le retrait-gonflement des sols argileux est susceptible d'engendrer des dommages importants aux bâtiments en cas d’alternance de périodes de sécheresse et de pluie. 11,8 % de la superficie communale est en aléa moyen ou fort (67,4 % au niveau départemental et 48,5 % au niveau national). Sur les 495 bâtiments dénombrés sur la commune en 2019, 170 sont en aléa moyen ou fort, soit 34 %, à comparer aux 81 % au niveau départemental et 54 % au niveau national. Une cartographie de l'exposition du territoire national au retrait gonflement des sols argileux est disponible sur le site du BRGM,.
Par ailleurs, afin de mieux appréhender le risque d’affaissement de terrain, l'inventaire national des cavités souterraines permet de localiser celles situées sur la commune.
Concernant les mouvements de terrains, la commune a été reconnue en état de catastrophe naturelle au titre des dommages causés par des mouvements de terrain en 1999.

#### Risques technologiques
Le risque de transport de matières dangereuses sur la commune est lié à sa traversée par une ou des infrastructures routières ou ferroviaires importantes ou la présence d'une canalisation de transport d'hydrocarbures. Un accident se produisant sur de telles infrastructures est susceptible d’avoir des effets graves sur les biens, les personnes ou l'environnement, selon la nature du matériau transporté. Des dispositions d’urbanisme peuvent être préconisées en conséquence.
La commune est en outre située en aval des barrages de Lavaud-Gelade et Vassivière, des ouvrages de classes A. À ce titre elle est susceptible d’être touchée par l’onde de submersion consécutive à la rupture de cet ouvrage.

#### Risque particulier
Dans plusieurs parties du territoire national, le radon, accumulé dans certains logements ou autres locaux, peut constituer une source significative d’exposition de la population aux rayonnements ionisants. Certaines communes du département sont concernées par le risque radon à un niveau plus ou moins élevé. Selon la classification de 2018, la commune d'Ansac-sur-Vienne est classée en zone 3, à savoir zone à potentiel radon significatif.

## Toponymie
Une forme ancienne est Ensiaco en 1293.
L'origine du nom d'Ansac remonterait à un personnage gallo-roman Antiacum auquel est apposé le suffixe -acum, ce qui correspondrait au « domaine d'Antiacum »,.
Ansac est située dans la partie occitane de la Charente qui en occupe le tiers oriental, et se nomme Ançac en occitan limousin.

## Histoire

### Époque romaine
L'ancienne voie romaine d'Angoulême à Bourges par Argenton qui traversait la Vienne à Confolens passait au nord-ouest du bourg par la Vergne et le Maslinard.
Une autre voie antique, de Périgueux à Poitiers par Charroux, qui passait par Manot et La Péruse, a été reconnue près du Bois de Lacaud.

### Moyen Âge
Ansac était une  vicairie de l'ancien diocèse de Poitiers unie à l'abbaye Notre-Dame de Nanteuil. Ansac était aussi le siège de l'importante seigneurie de la Villatte au XVe siècle, au château du même nom autrefois plus important, qui a été rattachée au comté de Confolens au XVIe siècle.

## Politique et administration

### Liste des maires

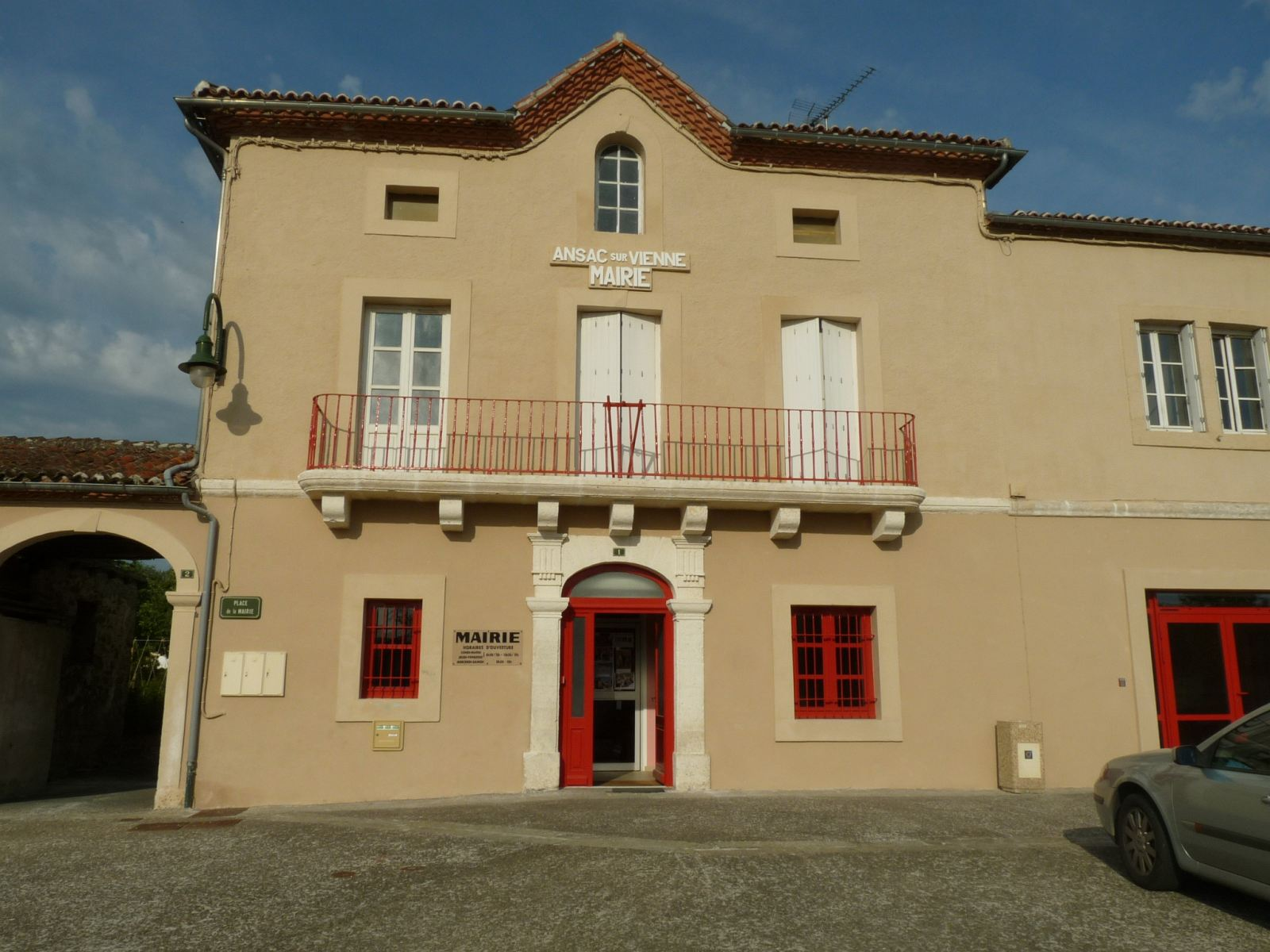
La mairie.

Ansac est devenue Ansac-sur-Vienne en 1924.
| Période                                  | Période    | Identité          | Étiquette | Qualité                    |
| ---------------------------------------- | ---------- | ----------------- | --------- | -------------------------- |
| Les données manquantes sont à compléter. |            |                   |           |                            |
| mars 1977                                | mars 2001  | Marcel Dupont     |           |                            |
| mars 2001                                | mars 2008  | Jean-Michel Froin |           |                            |
| mars 2008                                | avril 2014 | Serge Boudesseul  | SE        | Intérimaire de l'industrie |
| avril 2014                               | En cours   | Fabrice Audoin    | PCF       |                            |

### Aire urbaine
Depuis 2010, l'aire urbaine de Confolens regroupe les communes d'Ansac-sur-Vienne, Confolens, Esse et Lessac.

## Démographie
Les habitants sont appelés les Ansacois.

### Évolution démographique
L'évolution du nombre d'habitants est connue à travers les recensements de la population effectués dans la commune depuis 1793. Pour les communes de moins de 10 000 habitants, une enquête de recensement portant sur toute la population est réalisée tous les cinq ans, les populations de référence des années intermédiaires étant quant à elles estimées par interpolation ou extrapolation. Pour la commune, le premier recensement exhaustif entrant dans le cadre du nouveau dispositif a été réalisé en 2006.
En 2022, la commune comptait 816 habitants, en évolution de −1,69 % par rapport à 2016 (Charente : −0,48 %, France hors Mayotte : +2,11 %).
La proximité de la ville de Confolens peut être une des causes de la relative stabilité de la population durant les deux derniers siècles.
| 1793 | 1800 | 1806 | 1821 | 1831 | 1841 | 1846 | 1851 | 1856 |
| ---- | ---- | ---- | ---- | ---- | ---- | ---- | ---- | ---- |
| 900  | 856  | 803  | 904  | 900  | 918  | 916  | 975  | 986  |

| 1861 | 1866 | 1872 | 1876 | 1881  | 1886  | 1891  | 1896  | 1901  |
| ---- | ---- | ---- | ---- | ----- | ----- | ----- | ----- | ----- |
| 898  | 915  | 954  | 951  | 1 093 | 1 054 | 1 003 | 1 019 | 1 002 |

| 1906  | 1911 | 1921 | 1926 | 1931 | 1936 | 1946 | 1954 | 1962 |
| ----- | ---- | ---- | ---- | ---- | ---- | ---- | ---- | ---- |
| 1 024 | 921  | 782  | 772  | 728  | 738  | 769  | 760  | 740  |

| 1968 | 1975 | 1982 | 1990 | 1999 | 2006 | 2011 | 2016 | 2021 |
| ---- | ---- | ---- | ---- | ---- | ---- | ---- | ---- | ---- |
| 738  | 752  | 854  | 936  | 852  | 822  | 830  | 830  | 820  |

| 2022 | - | - | - | - | - | - | - | - |
| ---- | - | - | - | - | - | - | - | - |
| 816  | - | - | - | - | - | - | - | - |

### Pyramide des âges
La population de la commune est relativement âgée.
En 2018, le taux de personnes d'un âge inférieur à 30 ans s'élève à 26 %, soit en dessous de la moyenne départementale (30,2 %). À l'inverse, le taux de personnes d'âge supérieur à 60 ans est de 37,2 % la même année, alors qu'il est de 32,3 % au niveau départemental.
En 2018, la commune comptait 414 hommes pour 413 femmes, soit un taux de 50,06 % d'hommes, légèrement supérieur au taux départemental (48,41 %).
Les pyramides des âges de la commune et du département s'établissent comme suit.
| Hommes | Classe d’âge | Femmes |
| ------ | ------------ | ------ |
| 1,2    | 90 ou +      | 2,7    |
| 10,0   | 75-89 ans    | 12,2   |
| 26,1   | 60-74 ans    | 22,2   |
| 23,2   | 45-59 ans    | 24,2   |
| 13,4   | 30-44 ans    | 12,8   |
| 13,9   | 15-29 ans    | 12,9   |
| 12,3   | 0-14 ans     | 12,9   |

| Hommes | Classe d’âge | Femmes |
| ------ | ------------ | ------ |
| 1      | 90 ou +      | 2,7    |
| 9,2    | 75-89 ans    | 12     |
| 20,6   | 60-74 ans    | 21,3   |
| 20,7   | 45-59 ans    | 20,3   |
| 16,8   | 30-44 ans    | 16     |
| 15,6   | 15-29 ans    | 13,4   |
| 16,1   | 0-14 ans     | 14,3   |

## Économie
La distillerie d'alcool à betterave et à vin dite Société Auxiliaire Métallurgique construite vers 1940, transformée en distillerie à vin en continu vers 1950 est devenue dans les années 1960 un atelier de tôlerie durant une dizaine d'années.

## Équipements, services et vie locale

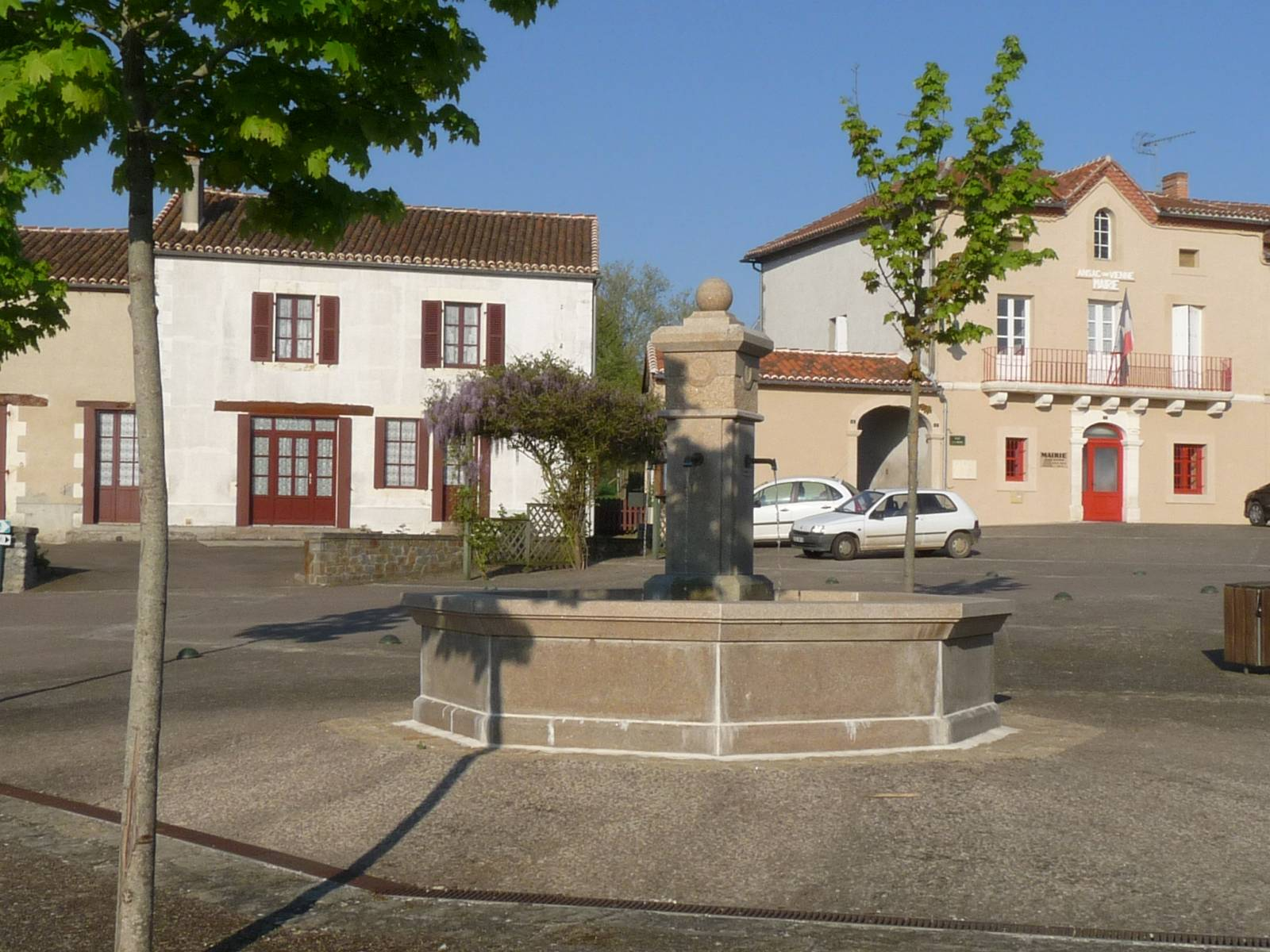
Place et fontaine en face de la mairie.

### Enseignement
L'école est un regroupement pédagogique intercommunal entre Ansac et Manot. Ansac accueille une école primaire (élémentaire et maternelle), Ratier-Lacouture, et Manot une école élémentaire.

## Culture locale et patrimoine

### Lieux et monuments

#### Patrimoine religieux
L'église paroissiale Saint-Benoît dont l'origine remonte au XIe siècle a été reconstruite à partir de la fin du XIIe siècle, et réparée en 1578, puis  entre 1878 et 1905. Un décor peint a été réalisé en 1886 par Alexandre-Félix Périn,. L'église, et le décor peint ont été inscrits monument historique le 28 octobre 1996.

L'église
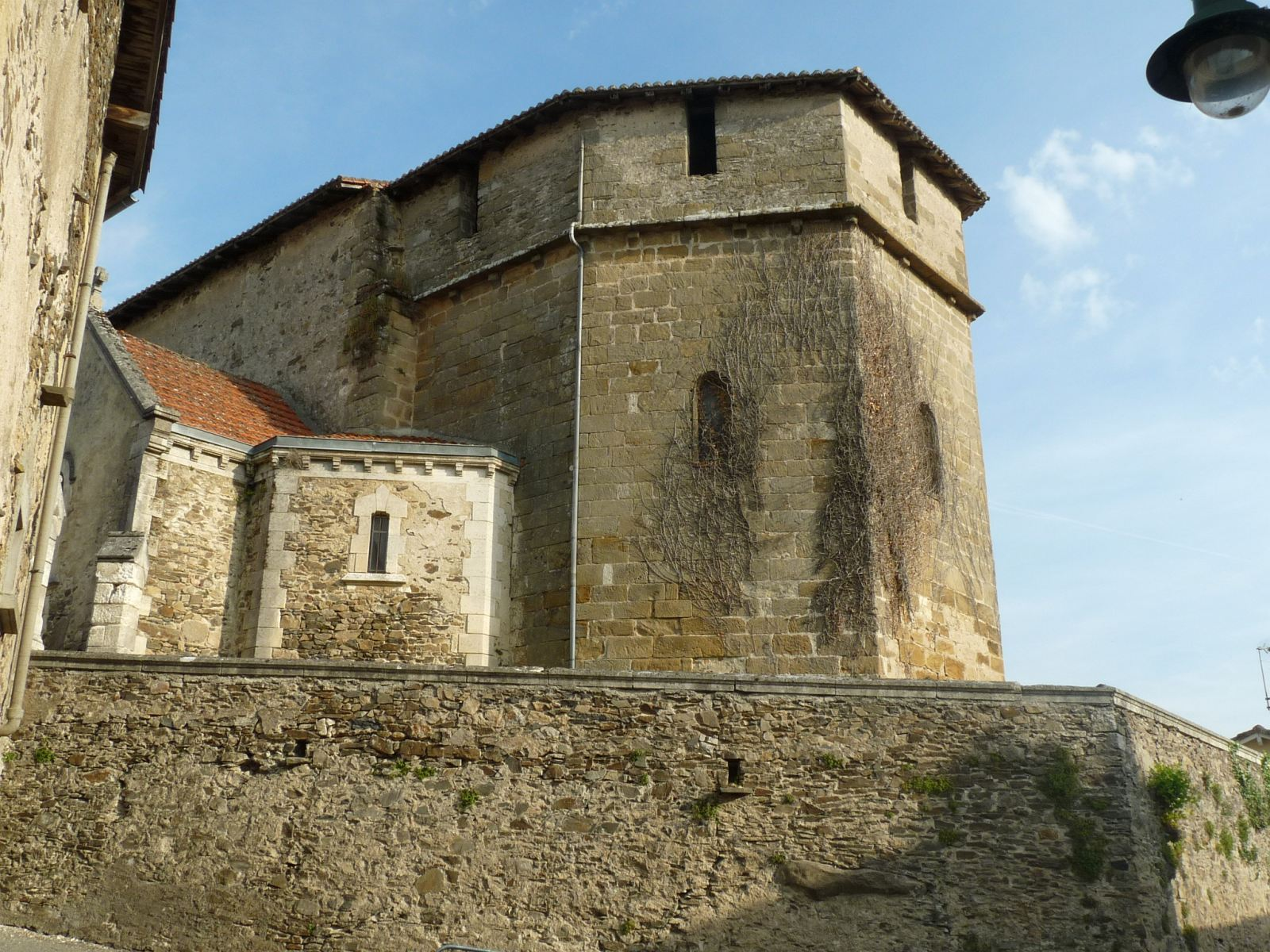
L'abside.
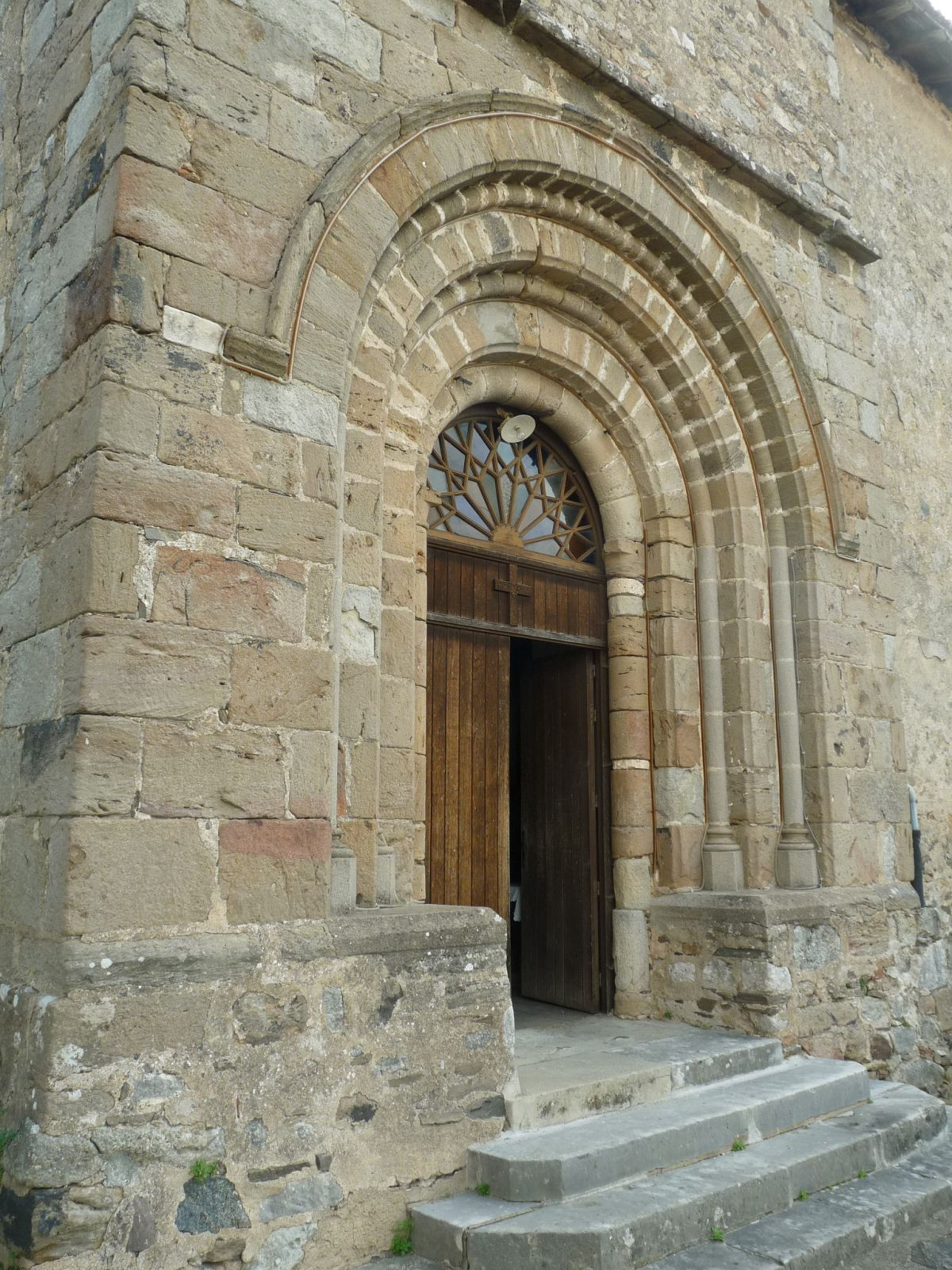
L'entrée.
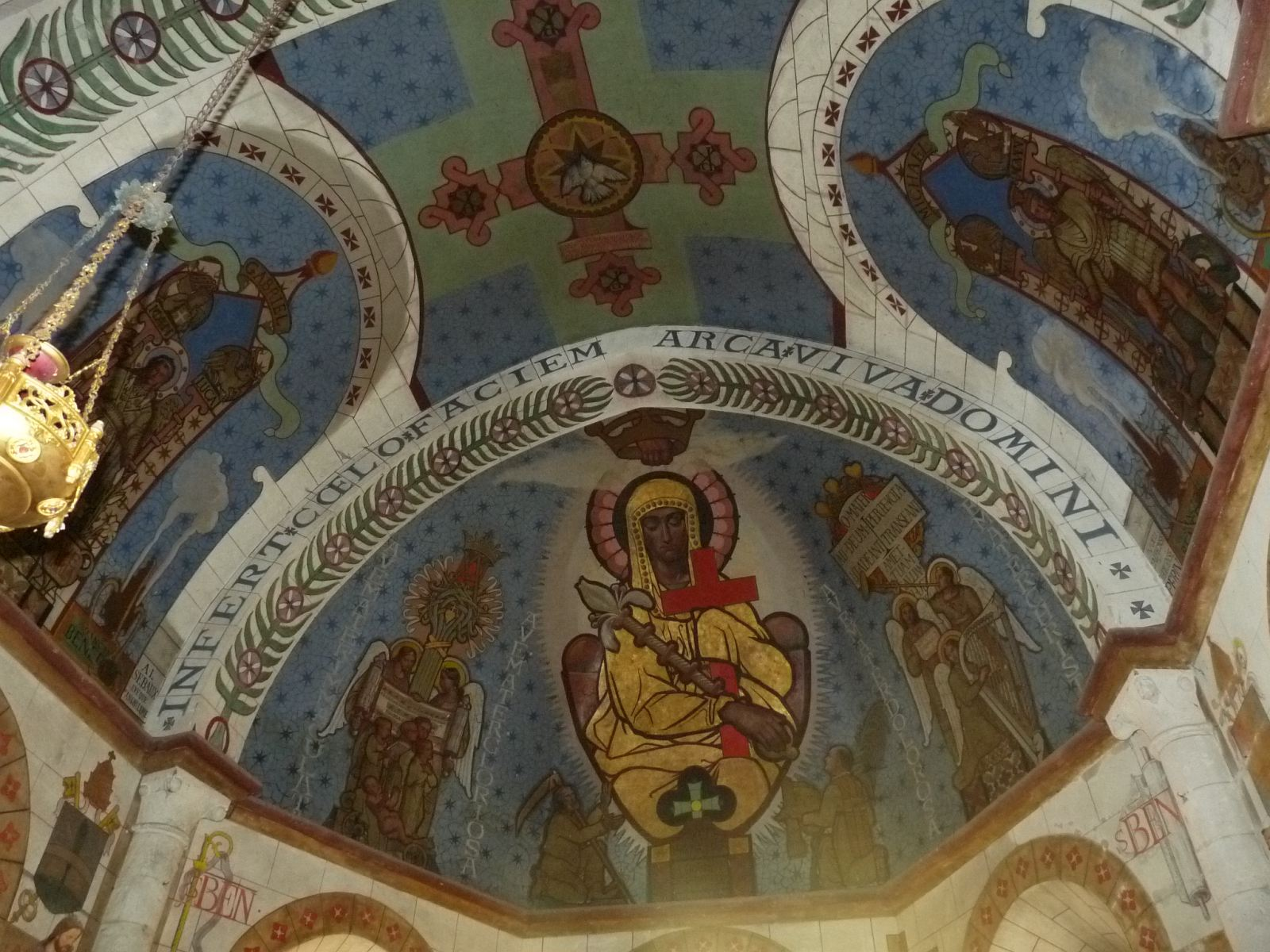
Le chœur richement décoré.
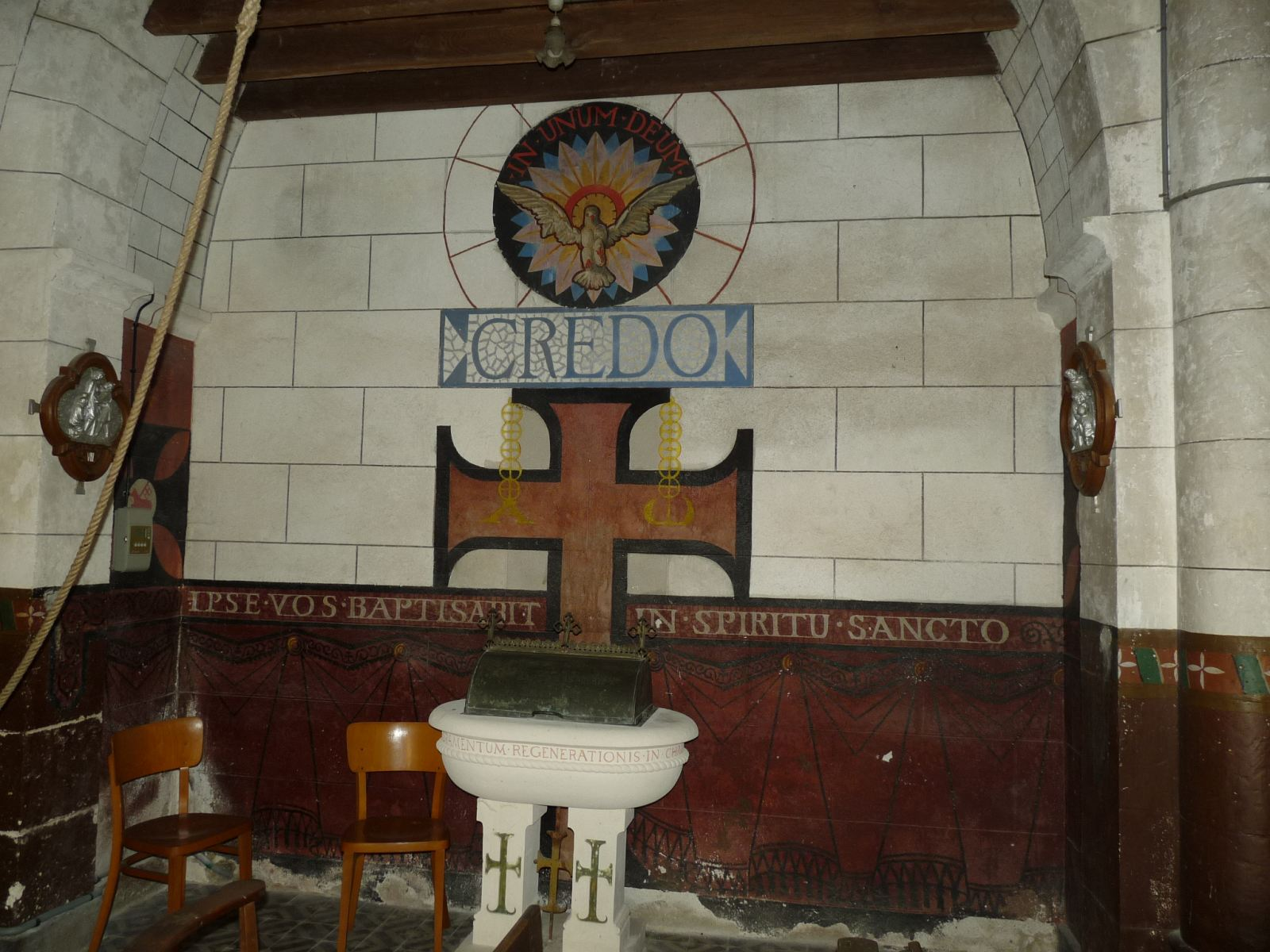
Fonts baptismaux.

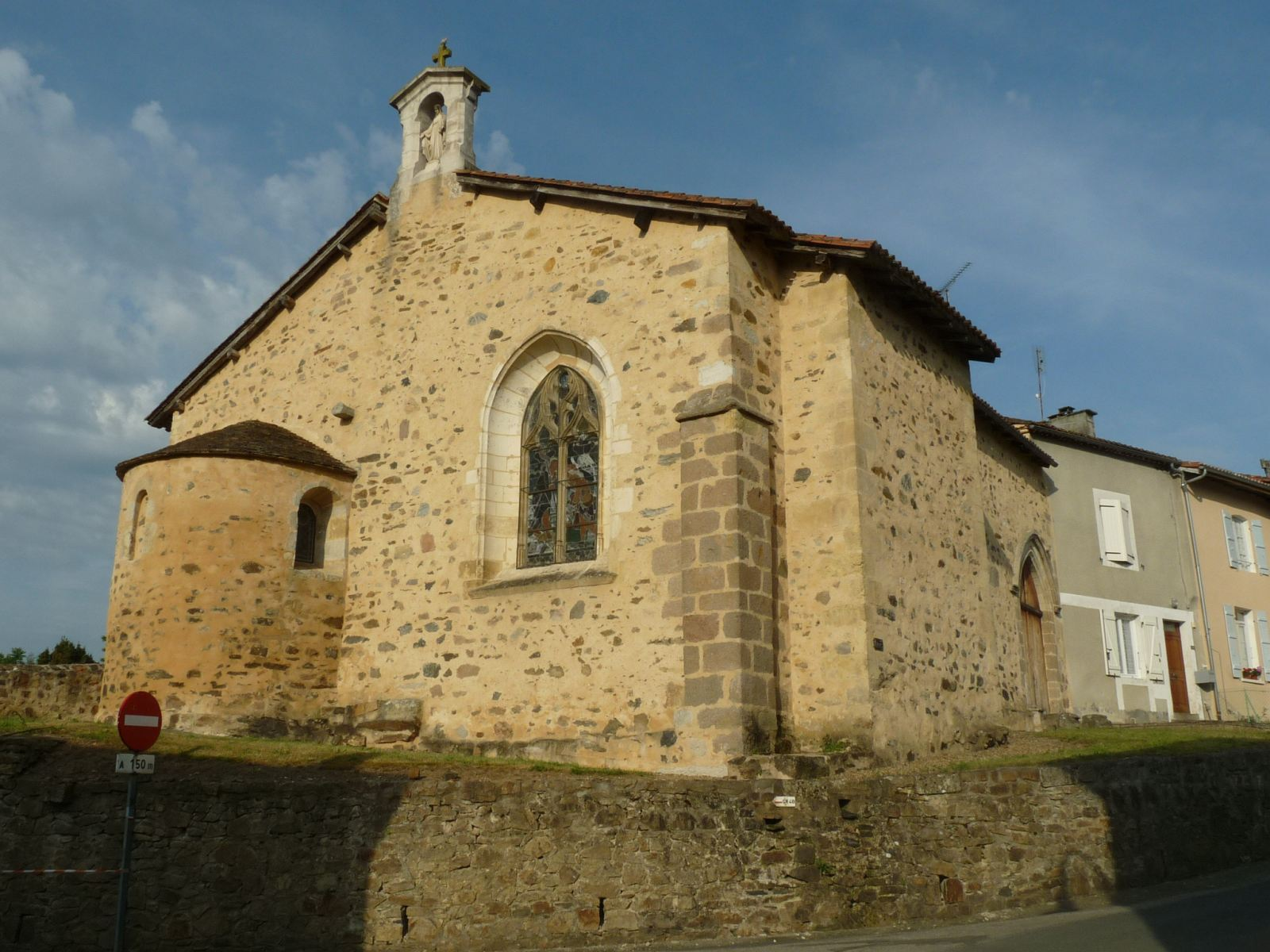
La chapelle Notre-Dame.

La chapelle Notre-Dame (ou chapelle Saint-Jean,) est située à côté de l'église, dans le centre du bourg et surplombant comme elle la vallée de la Vienne. C'était l'ancienne église paroissiale à la fin du XVe siècle dont il reste la chapelle nord. Elle présente deux gisants sous enfeu, des Pontbriant portant l'inscription « A JESUS MARIA » autour du cou datant de la fin du XVe siècle et classés au titre objet en 1941. Une vierge de Pitié du XVe siècle a été classée au titre objet en 1973. Elle est inscrite monument historique en 1996.

#### Patrimoine civil
Le logis de la Villatte est un manoir datant du XVIe siècle avec escalier en vis situé à l'angle des ailes nord et ouest. Il a été inscrit monument historique par arrêté du 8 mars 1991 ainsi que la chapelle avec son plafond à caissons est située dans l'aile ouest du logis.
Le pont sur la Vienne est un pont métallique construit en 1898.

## Héraldique
| Blason de Ansac-sur-Vienne | Blason  | Coupé: au 1er parti au I burelé ondé d'argent et d'azur, au II d'argent à rose des jardins de gueules tigée et feuillée de sinople, au 2e de sinople à la couronne de laurier d'or. |
| Blason de Ansac-sur-Vienne | Détails | Le statut officiel du blason reste à déterminer. |